# Notre fille
Pour plus de détails, voir Fiche technique et Distribution.
Notre fille est un film camerounais réalisé par Daniel Kamwa, sorti en 1980. Il est inspiré du livre Notre fille ne se mariera pas de Guillaume Oyônô Mbia.

## Synopsis
Mbarga, patriarche camerounais résidant au village est un polygame riche déjà de sept épouses. Il décide de convoler en justes noces avec une nouvelle femme, plus jeune et dotée de formes généreuses. La famille de la jeune femme voit en ce mariage une opportunité conforter leur situation financière, même au détriment de leur fille qui s'est déjà mariée en secret,.

## Fiche technique
- Titre : Notre fille
- Réalisation : Daniel Kamwa
- Scénario : Daniel Kamwa, d'après la pièce de Guillaume Oyônô Mbia, Notre fille ne se mariera pas
- Photographie : Patrick Blossier et Henri Czap
- Son : Gérard Barra
- Musique : André-Marie Tala
- Montage : Philippe Gosselet
- Société de production : DK7 Communications - INA
- Pays d'origine :  Cameroun
- Durée : 90 minutes
- Date de sortie : 4 novembre 1981

## Distribution
- Nicole Okala : Colette
- Daniel Kamwa : André
- Stanislas Awona : Mbarga
- Elise Atangana : Mme Mbarga
- Berthe Mbia : Charlotte
- Florence Niasse : Maria
- Lucien Mamba : le domestique
- Francis Messi
- Berthe Ebe Evina : Martha
- François Njoumoni
- Pie Claude N'Goumou

## Sélection
- 1981 : Festival de Moscou
- 1980 : nommé pour l’Oscar du meilleur film en langue étrangère
- 1980 : Festival de Locarno
- 1981 : Festival de Moscou